# Era selêucida
Era selêucida se refere à contagem do tempo a partir da ascensão de Seleuco Nicátor como rei dos reis do império Selêucida, um dos reinos surgidos após o desmembramento do império formado por Alexandre, e que correspondia, de forma geral, à parte asiática do Império Aquemênida.[carece de fontes?]
A origem da era selêucida ocorre quatro meses e 311 anos antes de Cristo, o início do reinado de Seleuco Nicátor. Este calendário foi usado na Síria por vários anos, e pelos judeus até o século XV, e por alguns árabes até recentemente.
O início do calendário, de acordo com os gregos da Síria, ocorria por volta do começo de Setembro, para outros sírios em Outubro e para os judeus no equinócio de outono. Este calendário foi usado no livro dos Macabeus onde possivelmente o ano começava no mês judeu de Nisan.
O ano deste calendário é solar, de trezentos e sessenta e cinco dias, com um dia extra adicionado a cada quatro anos. Para efeitos práticos de conversão entre este calendário e o nosso, pode-se considerar que ele começou em 1 de Setembro de 312 a.C., ou seja, subtrai-se 311 anos e quatro meses.